# One Minute (XXXTentacion)
One Minute è un brano musicale del rapper statunitense XXXTentacion, in collaborazione con Kanye West e Travis Barker, pubblicato il 7 dicembre 2018 come settima traccia del terzo album in studio Skins.

## Video musicale
Il video musicale è stato rilasciato il 7 dicembre 2018 come primo video per una canzone per l'album Skins, tuttavia successivamente fu rimosso da Vimeo. Il video utilizzava animazioni volgari per mostrare donne con grossi seni, scene aggressive di violenza e raffigurazioni del contenuto angoscioso dei testi. JJ Villard ha fornito l'animazione esplicita per il video musicale.

## Tracce
1. One Minute – 3:17 (testo: Jahseh Onfroy, John Cunningham, Travis Barker, Kanye West – musica: Cunningham, Travis Barker)

## Formazione
Musicisti
- XXXTentacion – voce, testo
- Kanye West – voce, testo
- Travis Barker – testo, batteria
- John Cunningham – testo

## Controversie
La controversia nasce dai testi di West: "Ora il tuo nome è macchiato, dalle affermazioni che dipingono/L'imputato è colpevole, nessuno accusa il querelante", riferendosi alle accuse di violenza domestica di XXXTentacion, che furono archiviate dopo essere stato assassinato. Una fonte vicina a West ha riferito a Billboard che "non difende XXX o fa riferimento a nessuno in particolare". In tutto il versetto di West, parla della corte dell'opinione pubblica.